# Melchior von Ossa

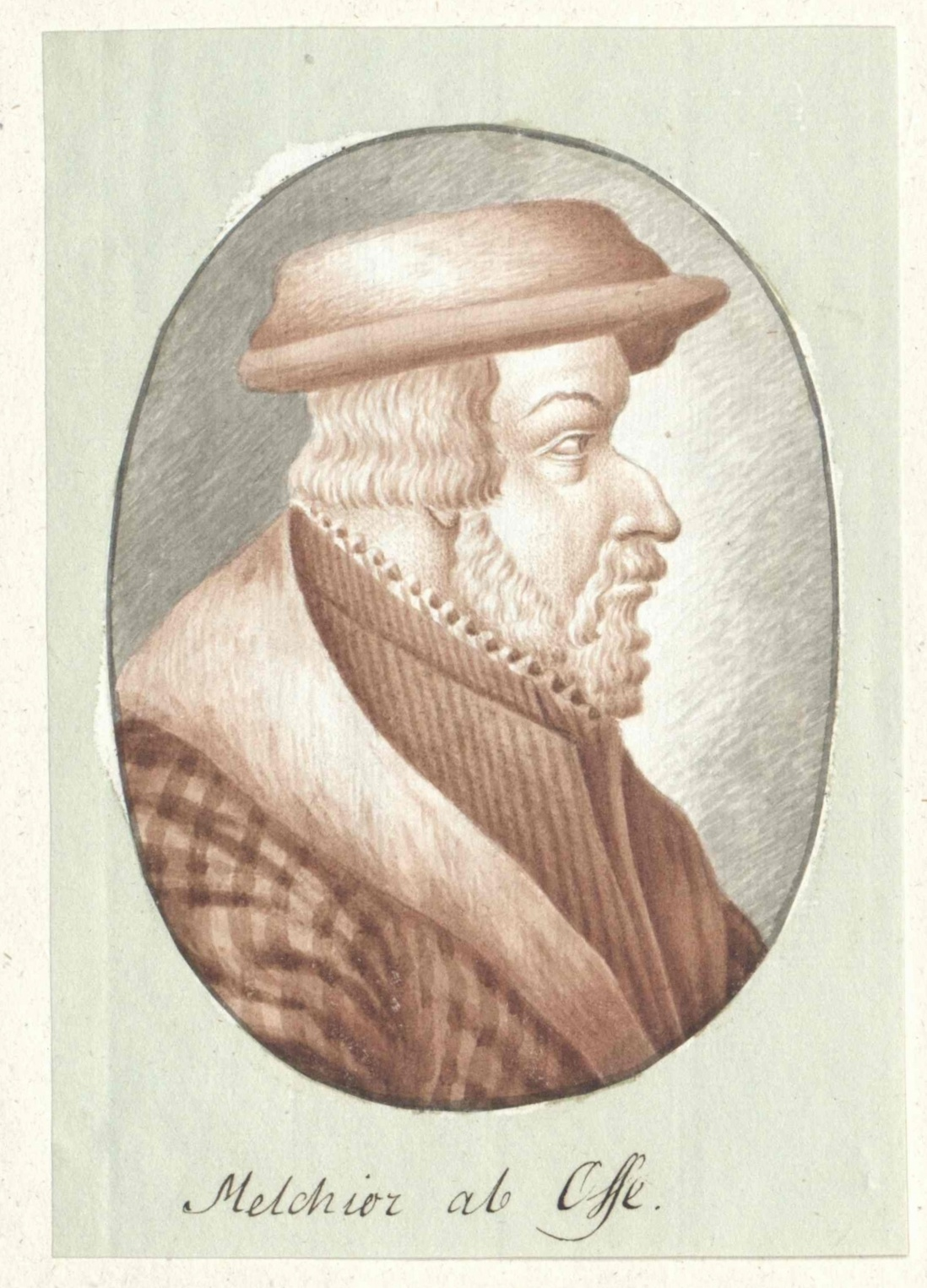
Melchior von Ossa / Osse

Melchior von Ossa (* 1506 in Ossa; † 8. August 1557 auf Frauenfels) war ein deutscher Jurist und Kameralist.
Melchior von Ossa oder häufig auch Melchior von Osse, war von 1535 bis 1541 Rechtsprofessor in Leipzig. Von 1542 bis 1545 war er Kanzler des Kurfürsten Johann Friedrich I. von Sachsen. Von 1549 an stand er für sechs Jahre im Dienste des Grafen Wilhelm von Henneberg auf Schleusingen. Schon seit 1547 war ihm von Kurfürst Moritz eine Stelle als Richter am Hofgericht zu Leipzig übertragen, welches Amt er dann auch von Schleusingen aus weiter besorgte. Außerdem besuchte er als Gesandter von Kurfürst Moritz den Reichstag in Augsburg 1550.
Er verfasste ein Politisches Testament an Augustum Churfursten zu Sachssen ein unterteniges bedenken Melchiorn von Osse und übergab es 1556 dem Kurfürsten August I. von Sachsen. Es wurde 50 Jahre nach seinem Tode in Auszügen und 1717 durch Thomasius in vollem Wortlaut veröffentlicht und gilt als das erste grundlegende Werk des deutschen Kameralismus.
Hauptthesen des Werkes waren:
- Die Obrigkeit ist um der Menschen willen von Gott eingesetzt und ist deshalb dem Recht und Gesetz unterworfen.
- Das Wohl des Regenten und des Landes ist miteinander verbunden; es ist deshalb ein geordneter Staatshaushalt notwendig.
- Die Mittel für die laufenden Bedürfnisse des Fürsten sind aus den Einnahmen aus den Staatsgütern (Bergwerke oder Domänen) zu erwirtschaften.
- Steuern dürfen nur in außerordentlichen Notfällen (Kriegen) erhoben werden.

Durch praktische Maßnahmen, wie Einfuhrbeschränkungen, Preisbegrenzungen für Lebensmittel sowie durch eine straffe Finanzverwaltung sollte die Finanzierung des Staates gesichert werden.
Melchior wurde in der Kirche von Ossa vor dem Hauptaltar beerdigt, wo auch seine Gattin Crispine 1564 bestattet wurde.